# Gimme All Your Lovin'
Pour les articles homonymes, voir Gimme.
Cet article concerne la chanson de ZZ Top. Pour la chanson de Madonna, voir Give Me All Your Luvin'.
Singles de ZZ Top
Tube Snake Boogie
(1981) Got Me Under Pressure
(1983)
Gimme All Your Lovin' est une chanson du groupe de blues-rock texan ZZ Top, tirée de l’album Eliminator, sorti en 1983. Cette chanson est l'une des plus connues du groupe, avec La Grange, Sharp-Dressed Man et Legs.

## Clip vidéo
La vidéo de Gimme All Your Lovin se déroule sur une route désertique en plein cœur des États-Unis. Dans une station-service, un jeune homme répare une voiture et travaille pour le compte d'un vieux pompiste très porté sur l'argent et sur les photos de jeunes minettes. On peut apercevoir à côté d'eux les trois membres de ZZ Top en train de jouer le morceau.
À ce moment débarque une Ford modèle B V8 coupé rouge de 1933 qui est la voiture-emblème des ZZ Top. Trois jolies filles en sortent et séduisent le jeune garçon sous le regard des membres du groupe. Après avoir fait le plein, Billy Gibbons lance les clefs de la Ford Coupe au jeune pompiste et les trois filles l'emmènent avec elles.
Le lendemain, la Ford Coupe revient à la station-service et les trois filles larguent le beau gosse devant les pompes à essence. C'est à ce moment-là que le vieux pompiste le réveille et sermonne le jeune homme. Celui-ci réalise qu'il était en train de rêver.
Ce n'est pas certain, car en reprenant ses esprits, il a gardé dans sa main droite les clefs de contact de la voiture rouge. Il se remémore ce qui s'est passé, ensuite il voit passer la Ford Coupe, il se précipite vers le bolide et repart sur la route pour rattraper la Ford Coupe.
À la fin du clip, on aperçoit les trois ZZ Top au milieu de l'autoroute où s'éloigne la Ford Coupe 1933.

## Classement hebdomadaire
| Classement (1983-85)                   | Meilleure position |
| -------------------------------------- | ------------------ |
| Allemagne (Media Control AG)           | 39                 |
| Australie (Kent Music Report)          | 82                 |
| Belgique (Flandre Ultratop 50 Singles) | 11                 |
| Belgique (VRT Top 30 Flanders)         | 9                  |
| Canada (RPM 50 Singles)                | 39                 |
| Canada (CHUM)                          | 19                 |
| États-Unis (Hot 100)                   | 37                 |
| États-Unis (Mainstream Rock)           | 2                  |
| États-Unis (Cash Box Top 100)          | 43                 |
| Pays-Bas (Single Top 100)              | 3                  |
| Pays-Bas (Nederlandse Top 40)          | 8                  |
| France (IFOP)                          | 53                 |
| Irlande (IRMA)                         | 9                  |
| Pologne (LP3)                          | 23                 |
| Suisse (Schweizer Hitparade)           | 33                 |
| Royaume-Uni (UK Singles Chart)         | 10                 |

## Reprises
La plus extravagante est sans doute celle du groupe finlandais Leningrad Cowboys, qui ont repris la chanson dans un style moins rock (et accompagné à l'accordéon) avec les Chœurs de l'Armée rouge, pour les albums studio Happy Together (1993) et live Total Balalaika Show (1994).